# Osbornellus pallidus
Osbornellus pallidus är en insektsart som beskrevs av Beamer 1937. Osbornellus pallidus ingår i släktet Osbornellus och familjen dvärgstritar. Inga underarter finns listade i Catalogue of Life.